# Giro del Piemonte 1964
Il Giro del Piemonte 1964, cinquantacinquesima edizione della corsa, si svolse il 15 marzo 1964 su un percorso di 264 km. La vittoria fu appannaggio del belga Willy Bocklant, che completò il percorso in 6h22'09", precedendo lo spagnolo Willy Bocklant e l'italiano Guido Carlesi.
Sul traguardo di Saint-Vincent 65 ciclisti, su 156 partiti da Settimo Torinese, portarono a termine la competizione. 

## Ordine d'arrivo (Top 10)
| Pos. | Corridore         | Squadra             | Tempo    |
| ---- | ----------------- | ------------------- | -------- |
| 1    | Willy Bocklant    | Flandria-Romeo      | 6h22'09" |
| 2    | Jaume Alomar      | Cité                | s.t.     |
| 3    | Guido Carlesi     | Gazzola             | s.t.     |
| 4    | Franco Cribiori   | Gazzola             | s.t.     |
| 5    | Antonio Gómez     | Ignis               | s.t.     |
| 6    | Gianni Motta      | Molteni             | s.t.     |
| 7    | José Segú         | Ignis               | s.t.     |
| 8    | Marino Vigna      | Gazzola             | s.t.     |
| 9    | Giorgio Zancanaro | Carpano             | s.t.     |
| 10   | Gustave Desmet    | Wiel's-Groene Leeuw | s.t.     |